# Pavillon de Thé
Pavillon de Thé is een theekopjesattractie in familiepretpark Walibi Holland in Biddinghuizen. De attractie staat in het themagebied Main Street.

## Beschrijving attractie
De attractie werd in 2000 gebouwd door Chance Rides en heeft twaalf gondels waarin maximaal vier personen plaats kunnen nemen. De rit duurt ongeveer tweeënhalve minuut. Op normale dagen draaide de attractie een halfuur per uur. Het andere halfuur werd Les Petits Chevaux bediend.
Tegenwoordig draait de attractie vanaf 12.00 uur tot één uur voor sluitingstijd. Tijdens de Halloween Fright Nights sluit de attractie om 20.00 uur, om het vuurwerk klaar te zetten.
Afbeeldingen · Lijst van attracties